# تيم باترسون (مبرمج)
تيم باترسون (بالإنجليزية: Tim Paterson) (من مواليد 1 يونيو 1956) هو مبرمج كمبيوتر أمريكي، اشتهر بإنشاء الدوس 86-DOS ، وهو نظام تشغيل إنتل Intel 8086. هذا النظام يحاكي واجهة برمجة التطبيقات (API) لـ CP / M ، والتي تم إنشاؤها بواسطة غاري كيلدال. شكل دوس 86-DOS لاحقًا أساس MS-DOS، وهو نظام تشغيل الكمبيوتر الشخصي الأكثر استخدامًا في الثمانينيات وأساس الويندوز.

## السيرة الذاتية
تلقى باترسون تعليمه في مدارس سياتل العامة، وتخرج من مدرسة إنغراهام الثانوية في عام 1974. التحق بجامعة واشنطن، حيث عمل كفني إصلاح لمتجر التجزئة للكمبيوتر في منطقة جرين ليك في سياتل، واشنطن، وتخرج بامتياز مع مرتبة الشرف. حصل على شهادة في علوم الكمبيوتر في يونيو 1978. ذهب للعمل في شركة Seattle Computer Products كمصمم ومهندس. قام بتصميم أجهزة Microsoft Z-80 SoftCard التي تحتوي على وحدة المعالجة المركزية Z80 وتشغيل نظام التشغيل CP / M على Apple II.
بعد شهر ، أصدرت إنتل وحدة المعالجة المركزية 8086، وذهب باترسون للعمل في تصميم لوحة S-100 8086، والتي تم طرحها في السوق في نوفمبر 1979. البرنامج التجاري الوحيد الذي كان موجودًا للوحة كان Microsoft Standalone Disk BASIC-86. لم يكن نظام التشغيل CP / M القياسي في ذلك الوقت متاحًا لوحدة المعالجة المركزية هذه وبدون نظام تشغيل حقيقي، كانت المبيعات بطيئة. بدأ باترسون العمل على QDOS في أبريل 1980 لملء هذا الفراغ، بنسخ واجهات برمجة التطبيقات الخاصة بـ CP / M من المصادر بما في ذلك دليل CP / M المنشور بحيث يكون متوافقًا للغاية. تم تغيير اسم QDOS قريبًا ليصبح 86-DOS. اكتمل الإصدار 0.10 بحلول يوليو 1980. وفقًا للإصدار 1.14 ، نما 86-DOS إلى 4000 سطر من كود التجميع. في ديسمبر 1980 ، ضمنت مايكروسوفت حقوق تسويق 86-DOS لمصنعي الأجهزة الآخرين.